# Remzső Sándor
| Született    | 2003. május 30. (22 éves) Hódmezővásárhely                                                                              |
| Foglalkozása | színész, énekes |
| Nemzetisége  | magyar |
| Iskolái      | Horváth Mihály Gimnázium (2018-2022)Pesti Magyar Színiakadémia (2022-2023)Színház- és Filmművészeti Egyetem (2023-2028) |

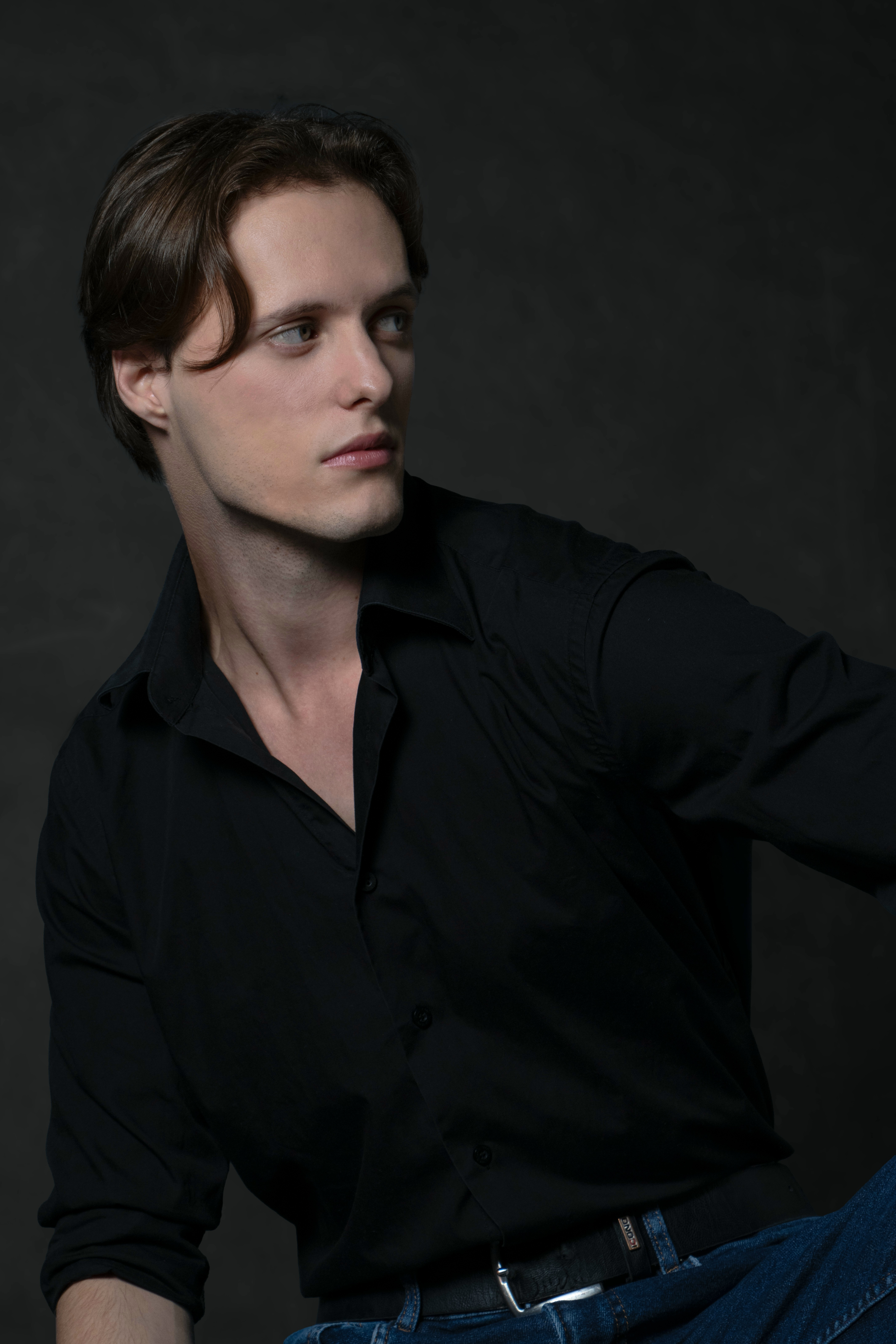

Remzső Sándor Krisztián (Hódmezővásárhely, 2003. május 30.) magyar színész, énekes.

## Életpálya
2003-ban született Hódmezővásárhelyen. Iskolai tanulmányait a szentesi Horváth Mihály Gimnázium irodalmi-drámai tagozatán végezte (2018-2022). Az érettségi után egy évet járt a Pesti Magyar Színiakadémiára. 2023-ban felvételt nyert a Színház- és Filmművészeti Egyetem zenés színművész szakára, Mátyássy Szabolcs zeneszerző, színész és Méhes László Jászai Mari-díjas magyar színművész, rendező osztályába.

## Színházi szerepei
Nemzeti Színház
- Olasz szalmakalap, Násznép - Rendező: Silviu Purcărete[4]

Müpa
- Mozart: Don Giovanni, Kar - Rendező: Budapesti Fesztiválzenekar, Fischer Iván Operatársulat, Müpa, Vicenzai Operafesztivál (Magyarország, Budapest)[5]

Teatro Olimpico
- Mozart: Don Giovanni, Kar - Rendező: Budapesti Fesztiválzenekar, Fischer Iván Operatársulat, Müpa, Vicenzai Operafesztivál (Olaszország, Vicenza)[6]

Festspielhaus
- Mozart: Don Giovanni, Kar - Rendező: Budapesti Fesztiválzenekar, Fischer Iván Operatársulat, Müpa, Vicenzai Operafesztivál (Németország, Baden-Baden)[7]

Eiffel Műhelyház Opera
- Bánk bán bábopera, Kar - Rendező: Fejes Szabolcs[8]

Színház- és Filmművészeti Egyetem
- Jókai Mór: Gazdag szegények, színdarab, szerep: Szüköl Makár, rendező: Csáki Benedek
- John-Michael Tebelak: Godspell, musical, szerep: Jézus
- Bertolt Brecht: A kaukázusi krétakör, színdarab, szerep: Salva, Barát, Kis Róka, Vértes, rendező: Kepics Mihály